# Luigi Storero
Luigi Storero (Torino, 18 ottobre 1868 – Torino, 26 novembre 1955) è stato un ciclista su strada, pilota automobilistico e imprenditore italiano.

## Biografia
Luigi Storero entrò nell'azienda del padre Giacomo (fondata nel 1850) da giovanissimo, la quale, dal 1884 iniziò a produrre biciclette. Divenne ciclista dal 1887 e l'anno successivo colse il terzo posto ai campionati nazionali su strada. Successivamente divenne pilota automobilistico, dove nel 1898 vinse la Torino-Asti-Alessandria con una de Dion-Bouton triciclo. 
Nel 1899, con lo stesso veicolo, vinse la gara riservata ai tricicli del circuito di Brescia (Brescia-Cremona-Mantova-Verona). Con i suoi amici Giovanni Agnelli e Carlo Biscaretti di Ruffia portò in gara la sua Phénix 1.75HP; vinse nel 1899 la Piacenza-Cremona-Borga-Cremona. 
Nel 1901 gli fu affidata la squadra corse da Giovanni Agnelli, e suo apprendista, poi meccanico e in seguito pilota, fu Alessandro Cagno. 
Pilotando una FIAT 12 HP di Giovanni Agnelli, vinse la Saluzzo Sprint nel 1901 e la Targa Rignano del 1902. Nel 1903 partecipò alla gara Paris-Madrid e alla Coppa della Consuma dove giunse al secondo posto. Nel 1904 partecipò alla Gordon Bennett come pilota nel team FIAT, con Lancia e Cagno. 
Nel 1905 creò la Società garage Riuniti FIAT-Alberti-Storero, una società dedicata alla manutenzione ed alla vendita delle automobili FIAT, che fu assorbita dalla casa automobilistica nel 1908. Nel 1912 fondò la Fabbrica Automobili Storero in via Madama Cristina, attiva dal 1912 al 1919.